# Lukan
Lukan je priimek v Sloveniji, ki ga je po podatkih Statističnega urada Republike Slovenije na dan 1. januarja 2010 uporabljalo 442 oseb.  

## Znani slovenski nosilci priimka
- Andrej Lukan (*1955), sociolog dela/organizacij
- Blaž Lukan (*1955), pesnik, dramatik, dramaturg, teatrolog, publicist
- Irena Matko Lukan, urednica otroškega leposlovja v Mladinski knjigi, revij Ciciban, Cicido, Za starše in knjižne zbirke za otroke Čebelica
- Ivan P. Lukan, novinar, urednik Slovenskega vestnika na Koroškem
- Jože Lukan (1914 - ?), laiški misijonar v Indiji (1946-67), kasneje duhovnik v domovini
- Klara Lukan (*2000), atletinja tekačica
- Marko Lukan (*1988), slikar (gluh od rojstva)
- Miroslav Lukan (1875 - 1939), pravnik, državni uradnik, politik
- Peter Lukan, filozof
- Rada Lukan (1900 - 1984), prevajalka
- Tea Lukan Klavžer (1960 - 2019), Zavod za varstvo kulturne dediščine Slovenije
- Vilja Lukan, etnologinja v Tržiškem muzeju
- Vita Lukan (*2000), športna plezalka
- Walter Lukan (*1943), slovensko-avstrijski zgodovinar

## Znani tuji nosilci priimka
- Mark Anej Lukan (39—65), rimski pesnik